# Hargitta
Hargitta är en bergskedja i östra Siebenbürgen (Transsylvanien), mellan Kokel (Târnava)s genombrottsdal och övre Olts. 
Den består av en rad ungteriära andesitkäglor. Den högsta punkten är belägen 1.801 meter över havet.